# Bang Bang Boom
Bang Bang Boom est une chanson du groupe pop rock canadien The Moffatts. Elle est sortie en juillet 2000 en tant que premier single de leur quatrième et dernier album, Submodalities. La chanson a été un succès au Canada, atteignant la première place du palmarès RPM Top Singles du Canada. Il est également devenu un succès mineur en Allemagne, culminant à la 71e place du classement des singles allemands et passant sept semaines dans le top 100.
À partir de novembre 2012, la chanson a été présentée dans la campagne en ligne de LG, « Life's Good, »  avec une composition et des paroles modifiées -

## Vidéoclip
Le clip de Bang Bang Boom a atteint le numéro un sur MuchMusic Countdown pendant deux semaines. Il présente le groupe se produisant lors d'une fête à la maison.

## Palmarès
La chanson a atteint le sommet du Canada Top Singles de RPM, la 21e position du Canada Adult Contemporary de RPM et la 71e position du palmarès allemand officiel.

## Sources
- LG recruits 'Little Psy' for new online campaign". M&M Global. 23 novembre 2012. Archivé à partir de l'original le 30 novembre 2012.Consuloté le 4 décembre, 2012.
- Fri, Oct 20, 2000". muchmusic.com.
- The Moffatts – Bang Bang Boom" (in German). GfK Entertainment charts. Consulté le 25 juin 2020.
- Top RPM Singles: Issue 7224." RPM. Library and Archives Canada. Consulté le 25 juin 2020.
- Top RPM Adult Contemporary: Issue 7178." RPM. Library and Archives Canada. Consulté le 25 juin 2020.